# Pirolita

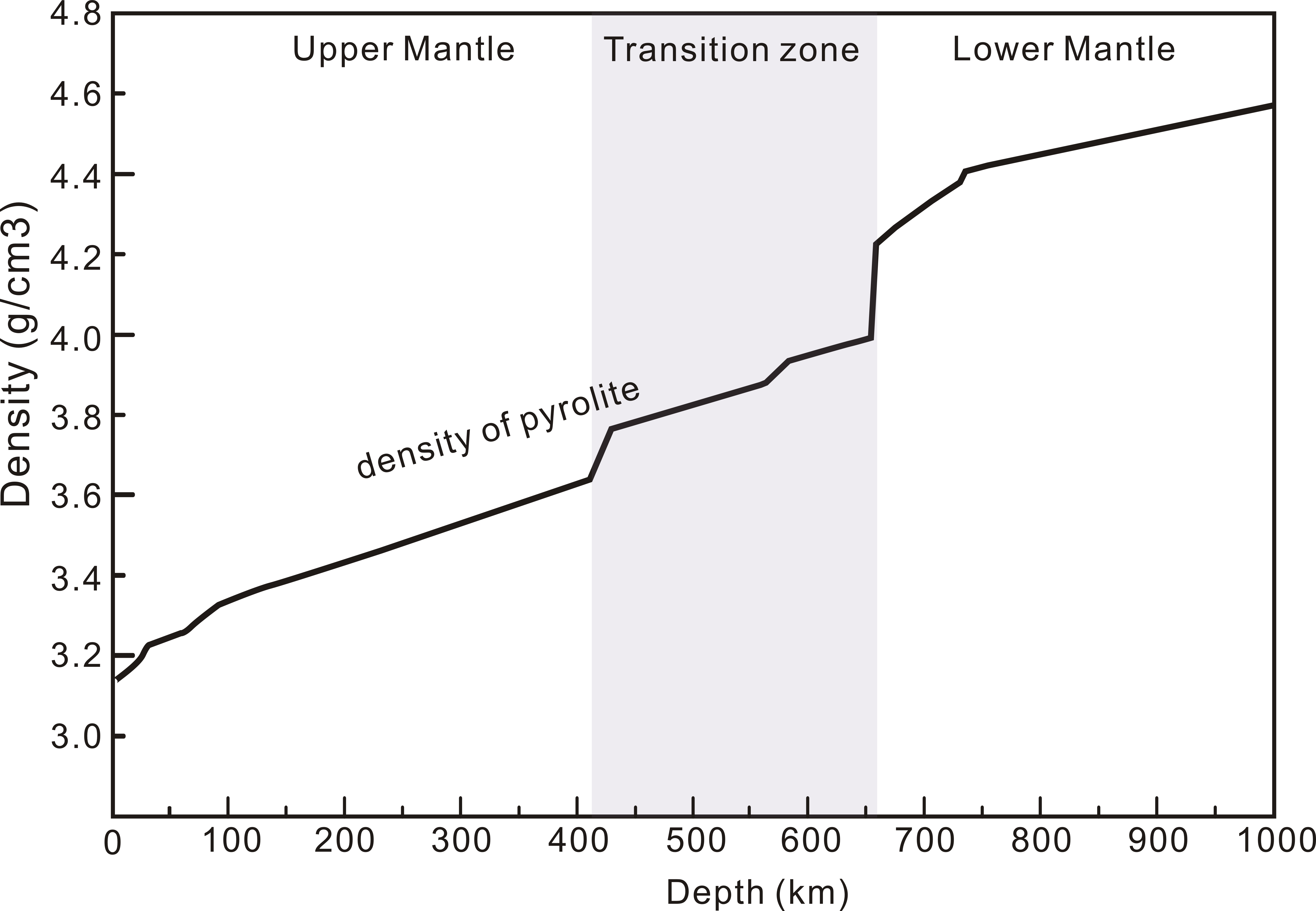
Gráfica de la pirolita.

Pirolita es un término utilizado para caracterizar una composición modelo del manto superior de la Tierra. La definición varía, pero generalmente se considera como 1 parte de basalto toleiítico y 3 partes de dunita (el término se deriva de los nombres minerales PYR-oxeno y o-LI-vid). Se ha fusionado experimentalmente, produciendo basálticos toleíticos fundidos de alta presión, y basaltos alcalinos de presión intermedia. Las composiciones hipotéticas de la pirolita no son compatibles con los elementos traza, los datos de abundancia isotópica y condrítica, y también son difíciles de conciliar con la evidencia de la heterogeneidad del manto.